# هال فينكلر
هال فينكلر هو لاعب هوكي الجليد كندي، ولد في 20 مارس 1892 في Gretna, Manitoba ‏ في كندا، وتوفي في 29 مايو 1956.

## وصلات خارجية
- هال فينكلر على موقع دوري الهوكي الوطني (الإنجليزية)
- هال فينكلر على موقع قاعة مشاهير الهوكي (لاعب أن.إتش.أل) (الإنجليزية)
- هال فينكلر على موقع EliteProspects.com (الإنجليزية)
- هال فينكلر على موقع HockeyDB.com (الإنجليزية)
- هال فينكلر على موقع Hockey-Reference.com (الإنجليزية)